# الياروت
الياروت قرية أردنية تتبع إداريًا للواء القصر في محافظة الكرك. بلغ عدد سكانها 2350 وفقا لتقديرات عام 2019.[بحاجة لمصدر]

## أعلام
- عبد الهادي المجالي
- عبد السلام المجالي